# 2002年亞洲運動會塔吉克代表團
2002年亞洲運動會於2002年9月29日至10月14日在韓國釜山舉行，塔吉克代表團拿下2面銀牌和4面銅牌，在獎牌榜中名列第28位。